# 笈川博一
笈川 博一（おいかわ ひろかず、1942年12月18日 -2025年5月29日 ）は、日本の中東学者。

## 略歴
東京生まれ。東京教育大学文学部卒、1970年同大学院修士課程修了。ヘブライ大学講師、時事通信社通信員等として25年間のイスラエル在住を経て、1995年杏林大学教授、同総合情報センター長を務め、2013年定年。専門は古代エジプト言語学、現代中東学。

## 著書
- 『イスラエルの国と人 中東を内側から探る』時事通信社 1986
- 『古代エジプト 失われた世界の解読』 中公新書 1990、講談社学術文庫 2014
- 『コロンブスは何を「発見」したか』講談社現代新書 1992
- 『内側からみたイスラエル』時事通信社 1994
- 『湾岸戦争以後の中東を読む』時事通信社 1995
- 『心に残る聖書の人びと 旧約聖書物語』PHP研究所 1997
- 『物語エルサレムの歴史 旧約聖書以前からパレスチナ和平まで』中公新書 2010

入門書
- 『面白いほどよくわかる古代エジプト ピラミッドからツタンカーメンまで、知られざる古代文明のすべて』日本文芸社「学校で教えない教科書」2007
- 『聖地エルサレムの歴史　人はこの地になにを求めたのか』NHK出版「カルチャーラジオ・歴史再発見」2014 放送テキスト

翻訳
- モシェ・ダヤン『中東和平交渉 キャンプ・デービッドへの道』時事通信社 1983

## 論文
- <笈川博一